# Odd Fellows Rest
Odd Fellows Rest è il quinto album in studio del gruppo musicale sludge metal Crowbar, pubblicato il 6 luglio 1998.

## Tracce
1. Intro – 1:24
2. Planets Collide – 4:38
3. ...and Suffer as One – 4:12
4. 1000 Years Internal War – 4:02
5. To Carry the Load – 4:03
6. December's Spawn – 5:11
7. It's All in the Gravity – 4:14
8. Behind the Black Horizon – 6:02
9. New Man Born – 4:47
10. Scattered Pieces Lay – 5:23
11. Odd Fellows Rest – 6:08
12. On Frozen Ground – 4:00

## Formazione
- Kirk Windstein - voce e chitarra
- Sammysatan Pierre Duet - chitarra
- Todd Strange - basso
- Wicked Crickett - batteria

### Altri musicisti
- Big Mike The Testicles - cori addizionali
- Ross Karpelman - tastiere, pianoforte, organo
- Sid Montz - percussioni aggiuntive

## Produzione
- Arrangiamento dei Crowbar
- Prodotto da Crowbar e Keith Falgout
- Registrato, progettato e mixato da Keith Falgout (voce, chitarre, basso, tastiere) e David Ferrel (batteria, percussioni)